# Australomochlonyx nitidus
Genre
Espèce
Australomochlonyx nitidus est une espèce de diptères nématocères de la famille des Chaoboridae. C'est l'unique représentant du genre  Australomochlonyx.